# Arch West
 (décembre 2016).
Si vous disposez d'ouvrages ou d'articles de référence ou si vous connaissez des sites web de qualité traitant du thème abordé ici, merci de compléter l'article en donnant les références utiles à sa vérifiabilité et en les liant à la section « Notes et références ».
Archibald Clark "Arch" West, né le 8 septembre 1914 et mort le 20 septembre 2011, est un responsable américain du marketing crédité du développement de Doritos, une marque de chips tortilla assaisonnée.
Les collations réussies ont été commercialisées comme une alternative aux croustilles de pommes de terre plus traditionnelles. Les Doritos sont depuis le deuxième article le plus vendu de Frito-Lay après la marque par Lay's Potato Chips. On[Qui ?] estime que cinq milliards de dollars en Doritos sont vendus chaque année dans le monde entier.

## Biographie
West et son frère ont été élevés dans une maison maçonnique parce que sa mère était trop pauvre pour s'occuper d'eux.
Il obtient un baccalauréat en affaires du Collège Franklin dans l'Indiana en 1936. Weste st également membre de Kappa Delta Rho (en) pendant son temps au FC[Quoi ?].  Il a ensuite servi dans la marine des États-Unis dans le Pacifique pendant la Seconde Guerre mondiale comme officier d'artillerie.

### Carrière
Il a commencé sa carrière chez Standard Brands (en), où il a travaillé comme représentant des ventes itinérantes. Il se dirige ensuite vers la publicité, à New York et son premier portfolio comprend la campagne publicitaire Jell-O.
En 1960, Arch West rejoint le personnel de la Frito Company, renommé Frito-Lay en 1965. Il est alors crédité pour l'invention et le développement d'un des produits de signature de la compagnie, Doritos. Selon la fille de West, Jana Hacker, West a d'abord envisagé l'idée de Doritos au début des années 1960 en travaillant comme vice-président de marketing de Frito. West a été en vacances avec sa famille à San Diego, en Californie, en 1961, quand il a remarqué des clients à un petit restaurant en bord de route mangeant des copeaux de maïs qui avaient été frits.
Presque simultanément, Frito fusionne avec le H.W. Lay Company en 1961. West lance l'idée du Doritos peu de temps après. Ses collègues de Frito-Lay n'étaient initialement pas enthousiasmés par son idée d'un casse-croûte fabriqué à partir de chips tortilla. Toutefois, West a mené des études de marché et de développement qui a révélé un marché potentiel. La société a produit les premiers Doritos en 1964. West développe alors le casse-croûte en forme de carré. Les premières saveurs de Doritos sont alors le maïs et le taco.
West a pris sa retraite de son poste de vice-président du marketing chez Frito-Lay en 1971.

### Après la retraite
West a été blessé dans un accident de voiture en faisant du bénévolat vers 1990, mais a récupéré de ses blessures. Sa voiture a été heurtée par un camion citerne dans l'accident.
Il est mort d'une péritonite et de complications de chirurgie vasculaire à l'hôpital presbytérien de Dallas le 20 septembre 2011, à l'âge de 97 ans.